# Revolution und Krieg

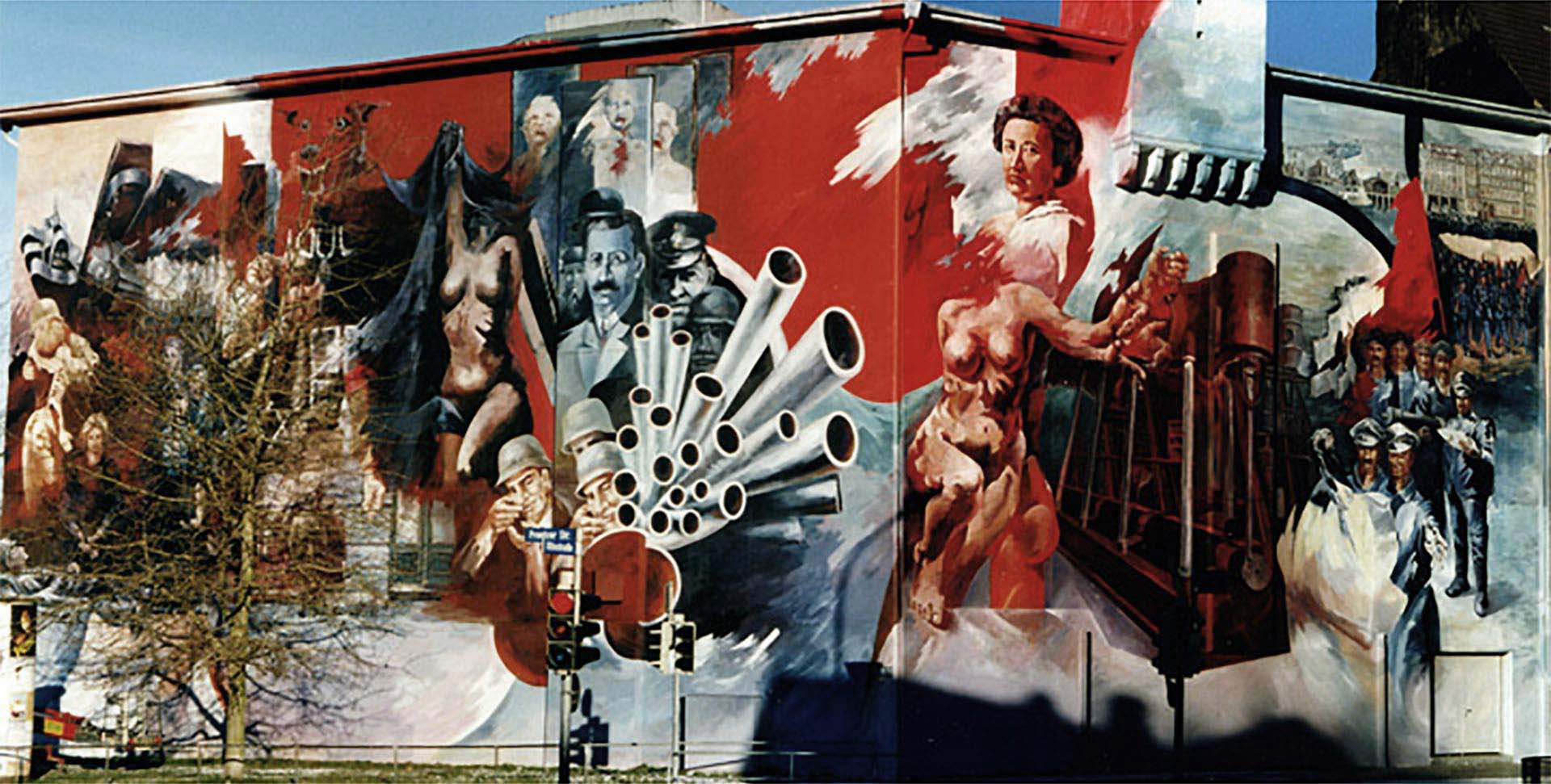
„Revolution und Krieg“, Shahin Charmi, 1989, Wandmalerei am Iltisbunker in Kiel

Das hochpolitische Wandgemälde Revolution und Krieg wurde im November 1989 von dem Künstler Shahin Charmi an der Fassade eines ehemaligen Kriegsbunkers, Iltisbunker in Kiel-Gaarden, fertiggestellt. Die Thematik des Werkes wählte der Künstler in Bezug auf den 70. Jahrestag des Matrosen- und Arbeiteraufstandes, der Novemberrevolution 1918 und der Ermordung von Rosa Luxemburg. Mit mehr als 600 m² ist das Wandgemälde „Revolution und Krieg“ eines der größeren seiner Art in Europa.

## Revolution und Krieg
„Die Kieler Revolution ist ein leuchtendes Moment der deutschen Geschichte. Mit dieser Revolution beginnt ein progressiver Geist in Deutschland zu wirken, der – unabhängig von seiner politischen Ausrichtung – zu neuen kulturellen, gesellschaftlichen und künstlerischen Errungenschaften beigetragen hat, bis er durch das Aufkommen des Nationalsozialismus verhindert wurde. Das Werk ‚Revolution und Krieg‘ ist die Huldigung dieses Geistes und des Beginns der demokratischen Entwicklung Deutschlands. Das Werk orientiert sich an der traditionellen europäischen Malerei und bildet durch den Frauenkörper eine Brücke zu der Französischen Revolution und ihrer Darstellung in der Kunst.“

## Bildbeschreibung
Das Wandgemälde „Revolution und Krieg“ ist eine fragmentarische Erzählung aufeinanderfolgender Ereignisse von November 1918 bis in den Zweiten Weltkrieg.
Die Erzählung beginnt – im Gegensatz zu der konventionellen Leserichtung bei Bildern – auf der rechten Seite des Bildes mit der Versammlung von Arbeitern und Matrosen, die mit roten Fahnen von Gaarden zum Wilhelmplatz in Kiel marschierten. 
Die Arbeiter im Vordergrund stehen vor einem Schiffsmotor, nachempfunden wie er damals in der Kieler Werft gebaut wurde. 
Der weibliche Akt baut eine Brücke zur Französischen Revolution und manifestiert den Wunsch nach einer freien und gerechten Gesellschaft. Die dynamische Bewegung der linken Hand der Figur verbildlicht die Wiederholungen dieses versuchten Ausbruchs aus autoritären Verhältnissen.
Über dem Akt platziert ist als Vertreterin des demokratischen Sozialismus das Bildnis von Rosa Luxemburg, blickend auf den Verrat der Revolution durch Gustav Noske (SPD, später Reichswehrminister, verantwortlich für die Niederschlagung des sich ausweitenden, revolutionären Aufstandes), Mord und fortwährenden Militarismus. Der zweite Akt, in schwarz verhüllt, verbildlicht das Aufkommen der Weimarer Republik und den Niedergang derer durch den Nationalsozialismus. Über das Fragment der darauffolgenden Novemberpogrome und der Errichtung von Konzentrations- und Arbeitslagern schließt das Bild mit dem Beginn des Zweiten Weltkrieges ab.

„Das 1989 von dem Künstler Shahin Charmi zum 70. Jahrestag dieses epochalen Ereignisses fertiggestelle Werk spiegelt einzigartig mit seinen verschiedenen Bildelementen das entschlossene Streben nach Frieden, Beendigung des Krieges und Demokratie wieder. Es schließt allerdings in mahnender Weise auch die zukünftige Entwicklung wie Faschismus, Novemberpogrome, Verelendung und Krieg mit ein und ist damit auch heute hochaktuell.“

## Wirkung und politischer Streit
Über die künstlerische Gestaltung des Bunkers gab es bereits vor der Fertigstellung kontroverse Meinungen. Die Debatten darüber wurden mit großer Vehemenz über zwei Jahre lang geführt. Nachdem sich der Kunstbeirat der Landeshauptstadt Schleswig-Holsteins aus vier von Shahin Charmi vorgelegten Entwürfen für den Entwurf „Revolution und Krieg“ entschied, bezeichnete der Fraktionschef der städtischen CDU diesen als „sozialistischen Realismus wie in Moskau“. CDU-Ratsherr Arno Witt kritisierte, das Bild „sei nichts anderes als die Aufarbeitung der Geschichte der sozialdemokratische Partei“. Die von der CDU vorgeschlagene Bemalung mit einer „idyllischen Fördelandschaft“ wurde von Kulturdezernent Rolf Johanning abgelehnt.
Etwa ein halbes Jahr nach der Fertigstellung entfachte eine neue Debatte, „Dieses Bild ist eine Sauerei“ meinten „Fraktionsfrauen“ der Grünen und forderten: „Die ‚Nackte‘ soll jetzt wieder weg“. Sie werteten die Darstellung von „zwei übergroßen nackten und kopflosen Frauenkörpern“ auf der Fassade des Iltisbunkers als „diskriminierend und belästigend“. Diese Darstellung sei nach Meinung der Grünen-Damen vergleichbar mit der Benutzung weiblicher Körper in der Werbung und Medien. Anette Wiese-Krukowska, damalige Referentin für Politische Bildung bei der Ferdinand-Tönnies-Gesellschaft, verteidigte daraufhin das Bild: „Fehlt noch, dass sich eine Bürgerinitiative gründet, die alle Nacktdarstellungen aus Museen verbannen oder doch zumindest mit Tüchern verhängen will“. Es ging so weit, dass Spenden für die Übermalung angeboten wurden. Vorgeschlagenes Motiv war eine „Förderlandschaft-Idylle“.
Schließlich blieben die Forderungen einer Übermalung des Wandgemäldes – sowohl des CDU-Fraktionsvorsitzenden Dieckelmann als auch der Grünen Frauen-Fraktion – erfolglos. 
Der intensive öffentlicher Diskussions- und Auseinandersetzungsprozess führte letztendlich in den politischen Kreisen zu einer Akzeptanz des Werkes und erfuhr auch weit über Kiel hinaus viel Aufmerksamkeit und Anerkennung und entwickelte sich zu einem wichtigen Bezugspunkt der Erinnerungskultur sowie der Identifikation mit dem Matrosen- und Arbeiteraufstand. Nach fast 30 Jahren sind mittlerweile alle Parteien über die Bedeutsamkeit dieses Werkes einig.

## Video-Mapping, Kunstaktion am Iltisbunker
Dialog zwischen traditioneller Malerei (Wandgemälde „Revolution und Krieg“) und medialer Gegenwartskunst (Videoprojektion „Aus dieser Asche steigt kein Phönix“). 

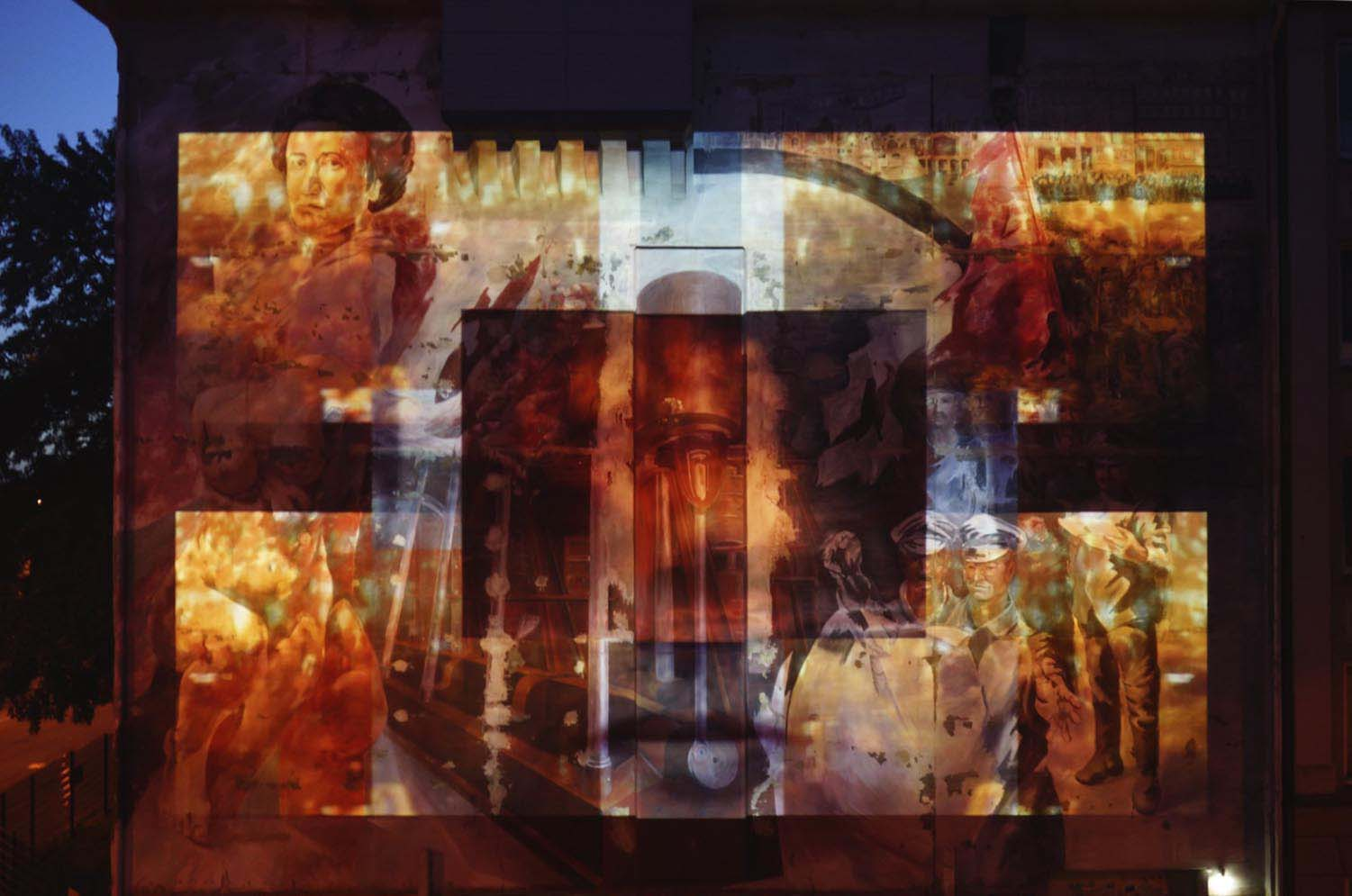
Videomapping auf Wandmalerei „Revolution und Krieg“ am Iltisbunker in Kiel, Shahin Charmi, 2015. Anlässlich des 70. Jahrestages zur Beendigung des Zweiten Weltkrieges. Foto: Jan-Michael Böckmann

Anlässlich der 70-jährigen Beendigung des Zweiten Weltkrieges projizierte der Künstler Shahin Charmi in einer Kunstaktion am 30. Mai 2015 die Videoarbeit „Aus dieser Asche steigt kein Phönix“ auf sein Wandgemälde „Revolution und Krieg“. Diese Arbeit ist ein formaler und inhaltlicher Brückenschlag über 100 Jahre Geschichte und lässt einen Dialog zwischen traditionell-malerischer Darstellung und medialer Gegenwartskunst entstehen. Die Projektion bezieht Stellung zu den zahlreichen Kriegen nach 1945 und wirft zukunftsbezogene Fragen unter Berücksichtigung der geostrategischen Interessenpolitik auf.

## Weitere Entwicklung
Der im Zeitraum 2012 bis 2015 zwischen dem Künstler Shahin Charmi und der Stadt Kiel gestartete Versuch, zum hundertsten Jubiläum im Jahre 2018 eine gemeinsame Grundlage für eine Restaurierung bzw. Wiederherstellung des durch vernachlässigte Pflege, was durch die Stadt zu verantworten ist, sowie durch Witterungseinflüsse lädierten Kunstwerks zu finden, scheiterte. Shahin Charmi zog seine Zusage zur Restaurierung bzw. Renovierung des Wandgemäldes im September 2015 zurück.
2018 bildete sich die „Bürgerinitiative zum Erhalt des Bunkerbildes am Iltisbunker“. Sie richteten den Appell an die Stadt Kiel, das historisch bedeutsame und markante Fassadengemälde „Revolution und Krieg“ zu erhalten. Im November 2018 wurde das Wandgemälde unter Denkmalschutz gestellt.